# Escala de resistències

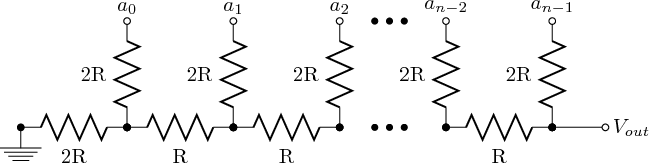
Figura 1: escala de resistències R–2R dn bits.

Una escala de resistències és un circuit elèctric fet d'unitats repetides de resistències. A continuació es comenten dues configuracions, una escala de resistència en cadena i una escala R-2R.
Una escala R–2R és una manera senzilla i econòmica de realitzar una conversió de digital a analògic, utilitzant arranjaments repetitius de xarxes de resistències precises en una configuració semblant a una escala. Una xarxa de resistències en escala implementa la xarxa de referència no repetitiva.

## Xarxa de cadena de resistències en escala (conversió analògica a digital o ADC)
Una cadena de moltes resistències, sovint igualment dimensionades, connectades entre dues tensions de referència és una xarxa d'escala de resistències. Les resistències actuen com a divisors de tensió entre les tensions de referència. Cada toc de la cadena genera una tensió diferent, que es pot comparar amb una altra tensió: aquest és el principi bàsic d'un ADC flaix (convertidor analògic a digital). Sovint, una tensió es converteix en un corrent, la qual cosa permet la possibilitat d'utilitzar una xarxa d'escala R–2R.
- Desavantatge: per a un ADC de n bits, el nombre de resistències creix exponencialment, ja que calen {\displaystyle 2^{n}} resistències, mentre que l'escala de resistències R–2R només augmenta linealment amb el nombre de bits, ja que només necessita {\displaystyle 2n} resistències.
- Avantatge: es poden assolir valors d'impedància més alts amb el mateix nombre de components.[3]

## Xarxa d'escala de resistències R–2R (conversió digital a analògica)
A la figura 1 es mostra una xarxa bàsica d'escala de resistències R–2R. El bit an -1 (bit més significatiu, MSB) fins al bit a 0 (bit menys significatiu, LSB) es controla des de les portes lògiques digitals. Idealment, les entrades de bits es canvien entre V = 0 (0 lògic) i V = V ref (1 lògic). La xarxa R–2R fa que aquests bits digitals es ponderin en la seva contribució a la tensió de sortida Vout. Depenent de quins bits s'estableixin a 1 i quins a 0, la tensió de sortida (Vout) tindrà un valor escalonat corresponent entre 0 i V ref menys el valor del pas mínim, corresponent al bit 0. El valor real de Vref (i la tensió del 0 lògic) dependrà del tipus de tecnologia utilitzada per generar els senyals digitals.
Per a un valor digital VAL, d'un DAC R–2R amb N bits i nivells lògics de 0 V/Vref, la tensió de sortida Vout és:
{\displaystyle V_{o}=V_{ref}\times {\tfrac {\text{Value}}{2^{N}}}}